# Cereopsius satelles
Cereopsius satelles är en skalbaggsart som beskrevs av Francis Polkinghorne Pascoe 1885. Cereopsius satelles ingår i släktet Cereopsius och familjen långhorningar.
Artens utbredningsområde är Sarawak. Inga underarter finns listade i Catalogue of Life.